# کمیسیون فدرال انتخابات
کمیسیون فدرال انتخابات (انگلیسی: Federal Election Commission) یا اف‌ایی‌سی (انگلیسی: FEC) یک آژانس مستقل دولت ایالات متحده آمریکا است. این آژانس نظارتی در سال ۱۹۷۴ ایجاد شد تا به اجرای قوانین کمپین‌های انتخاباتی در آمریکا نظارت داشته‌باشد. اف‌ایی‌سی برای ایجاد شفافیت،‌ اطلاعات مالی کمپین‌های انتخاباتی را انتشار می‌دهد و بر تامین مالی آن‌ها نظارت می‌کند. 